# 널루트
널루트(Null@Root)는 1999년 창설된 대한민국의 해커그룹이다. 현재 대한민국의 보안 전문가들 중에는 널루트 출신이 많다. 해킹문서 프로젝트를 운영하고 있으며, 블로그를 통해 해킹 및 보안관련 지식을 공유하고 있다.

## 수상 실적
- 한국정보보호진흥원에서 주최한 KISA 해킹방어대회에서 1회부터 5회, 8회에 대상을 수상하였다.[2]
- 매년 미국 라스베이거스에서 열리는 데프 콘 CTF(Capture The Flag) 대회에 Taekwon-V라는 팀명으로 참가, 4위로 입상하였다.[3][4]

## 역사

### 1999년
1. Null@Root 결성
2. 제1회 Olympair 대회 참가

### 2001년
1. 그룹공부방 개설(C언어)
2. hackerslab 주최 Free Hack -1 참가 - 일반참가
3. 그룹 TFT발족
4. 제 2회 KOF 대회 참가 3위 입상
5. null2root.org 도메인 등록
6. KISA & CERT주최 제5차 CONCERT "Hacking 시연"

### 2002년
1. Homepage 서버이전 및 도메인 출범 (null2root.org)
2. hackerschool 제1회 해킹이벤트 1위 입상 (Group內Team NWSR참가)
3. 2002 대덕 정보보호 경진대회 대학부 은상수상 (Group AS.Member "Anesra")

### 2003년
1. hackerschool 제3회 해킹이벤트 2위 입상 (Group內 e4tb0g 참가)
2. Hackerschool 제4회 해킹이벤트 1위 입상 (Group內 secuboy 참가)
3. KJIST KHF2003 3위 입상 (Group內 Newager 수상)
4. KISA 주최 2003년 CONCERT 발표

### 2004년
1. H.U.S.T Hacking Event 1위 입상 - (Group內 Newager 수상)
2. KISA 주최 2004년 CONCERT 발표
3. KISA 주최 제1회 해킹방어대회(정보통신부장관상(대상) : Saintlinu, Anesra, AmesianX)
4. KISA 주최 제1회 해킹방어대회(정보보호진흥원장상(금상) : Segovia, Mutacker, Maya71 - NULL Team)

### 2005년
1. KISA 주최 제1회 웹 취약점 찾기 대회 - 동상 (Group內 n0gada 참가)
2. KISA 주최 제2회 해킹방어대회 - 대상 (Group內 maya71 참가)
3. Argos 해킹대회 1위  (Group內 newager)

### 2006년
1. 제 3회 해킹방어대회 금상/대상
  1. 침해사고대응위원회장상 (Group內 gonan)
  2. KISA원장상 (Group內 newager)
  3. 대상 (Group內 maya71, Saintlinu)
2. 홍익대 해킹 페스티벌 1위 (Group內 gonan)
3. UDCSC 해킹 대회 2위 (Group內 gonan)
4. Hacking Document Project(HDP) Open[5]

### 2007년
1. 제 4회 해킹방어대회 대상 정보통신부 장관상(Group內 gonan)

### 2008년
1. 제 5회 해킹방어대회 대상 - 방송통신위원장상(Group內 newager, dual)
2. Defcon CTF in LasVegas 4위(Taekwon-V 팀)
3. 정보보호훈련 시나리오 공모전 대상 (Group內 gonan)

### 2009년
1. Padocon Live Hacking대회 수상 (Group內 msi, gonan)
2. 제 6회 해킹방어대회 대상 방송통신위원장상(Group內 dual)
3. 정보보호 시나리오 공모전 장려상 (Group內 Beautyjang)
4. 정보보호 시나리오 공모전 장려상 (Group內 ByJJoon)
5. Hack In The Box 2009 CTF 1위 (Group內 bang1575)
6. PoC2009 Reversing Contest 1위 (Group內 alonglog, binoopang)

### 2010년
1. Padocon Live Hacking대회 수상 (Group內 msi, ByJJoon)
2. 그룹 홈페이지 개편 및 블로그 개설
3. 가톨릭대학교 CAT-Security Hacking Festival "Holyshield" 1위 (ByJJoon, badcob, bang1575, Nomja)

### 2011년
1. 제 8회 해킹방어대회 대상 - 방송통신위원장상(badcob, ByJJoon, forc1, grace)
2. ISEC 2011 CTF(Capture The Flag) 준우승(badcob, ByJJoon, forc1, grace, saintlinu) with ReverseLab

### 2012년
1. 제 9회 해킹방어대회 금상 - 한국인터넷진흥원장상(Group內 eloi, yedoll)

### 2013년
1. 제 1회 화이트햇 콘테스트 최우수상 - 국방부장관상( saintlinu, grace, leopardan, hyoub9un )

### 2014년
1. 제 11회 해킹방어대회 은상 - 한국인터넷진흥원장상( laughfool, hyoub9un, leopardan, eloi )

### 2015년
1. 제 3회 화이트햇 콘테스트 최우수상 - 국방부장관상( laughfool, hyoub9un, leopardan, eloi )

## 같이 보기
- 대학정보보호동아리연합회
- 파도콘
- 해커스랩